# Distretto di Port Loko
Port Loko è un distretto della Sierra Leone situato nella Provincia del Nord.
Il capoluogo del distretto è la città di Port Loko.